# Bonvillaret
Bonvillaret ist eine französische Gemeinde mit 144 Einwohnern (Stand 1. Januar 2022) im Département Savoie in der Region Auvergne-Rhône-Alpes. Sie gehört zum Kanton Saint-Pierre-d’Albigny und zum Arrondissement Saint-Jean-de-Maurienne. Sie grenzt im Norden an Bonvillard, im Osten an Montsapey, im Süden an Val-d’Arc mit Randens, im Südwesten an Bourgneuf und im Westen an Aiton.

## Bevölkerungsentwicklung
| Jahr                       | 1962 | 1968 | 1975 | 1982 | 1990 | 1999 | 2008 | 2014 | 2021 |
| -------------------------- | ---- | ---- | ---- | ---- | ---- | ---- | ---- | ---- | ---- |
| Einwohner                  | 175  | 141  | 103  | 70   | 68   | 69   | 108  | 137  | 143  |
| Quellen: Cassini und INSEE |      |      |      |      |      |      |      |      |      |